# Massérac

Massérac este o comună în departamentul Loire-Atlantique, Franța. În 2009 avea o populație de 619 de locuitori.